# فرانكا ديتش
 فرانكا ديتش  (من مواليد 22 يناير 1968) هي لاعبة رمي القرص ألمانية اشتهرت بفوزها بميداليات ذهبية في ثلاث بطولة العالم لألعاب القوى. فازت ببطولة أوروبا لألعاب القوى 1998 وبطولة العالم لألعاب القوى 1999، لكنها لم تعد إلى منصة التتويج الدولية حتى فوزها في بطولة العالم لألعاب القوى 2005، في 39 من عمرها فازت بلقب بطولة العالم الثالثة في بطولة العالم لألعاب القوى 2007 في أوساكا، بعد أن أمضت عامًا بعيدًا عن الملاعب بسبب مشاكل صحية، عادت إلى المنافسة في لقاء فيسبادن. احتلت المركز الثاني بمسافة 61.49 مترًا، وظلت تركز على الدفاع عن بطلة العالم في رمي القرص في بطولة العالم لألعاب القوى 2009، حيث احتلت المركز 23 بمسافة 58.44 مترًا وفشلت في التأهل للنهائي. تقاعدت في نفس العام كواحدة من الرياضيين القلائل المتبقين الذين مثلوا ألمانيا الشرقية دوليًا.
أفضل رمية شخصية لها هي 69.51 مترًا حققتها في مايو 1999 في فيسبادن. هذه النتيجة تحتل المرتبة التاسعة بين رماة القرص الألمان، خلف غابرييل راينش، إيلك ويلودا، ديانا غانسكي ساكس، إيرينا ميزينسكي، جيزيلا باير،  مارتينا هيلمان-أوبيتز، إيفيلين ياهل وسيلفيا ماديتزكي.